# スプリングフィールド (イリノイ州)

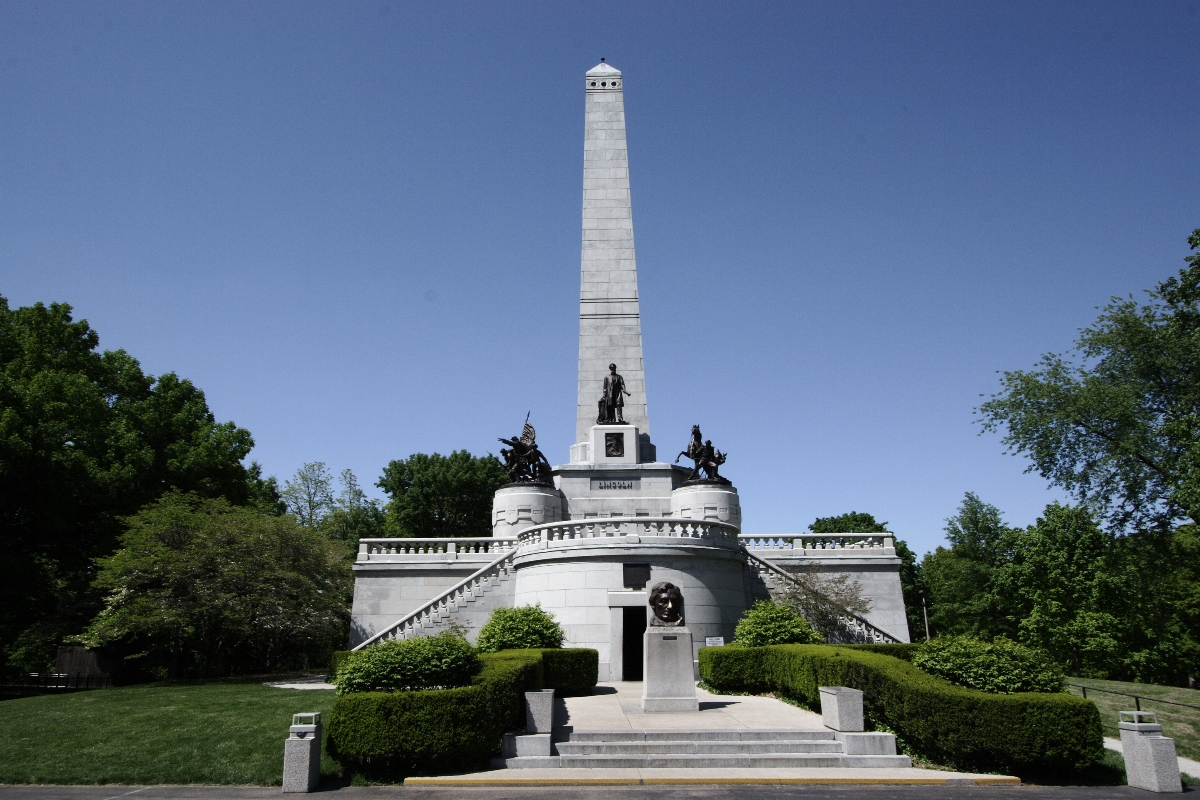
リンカーンの墓石

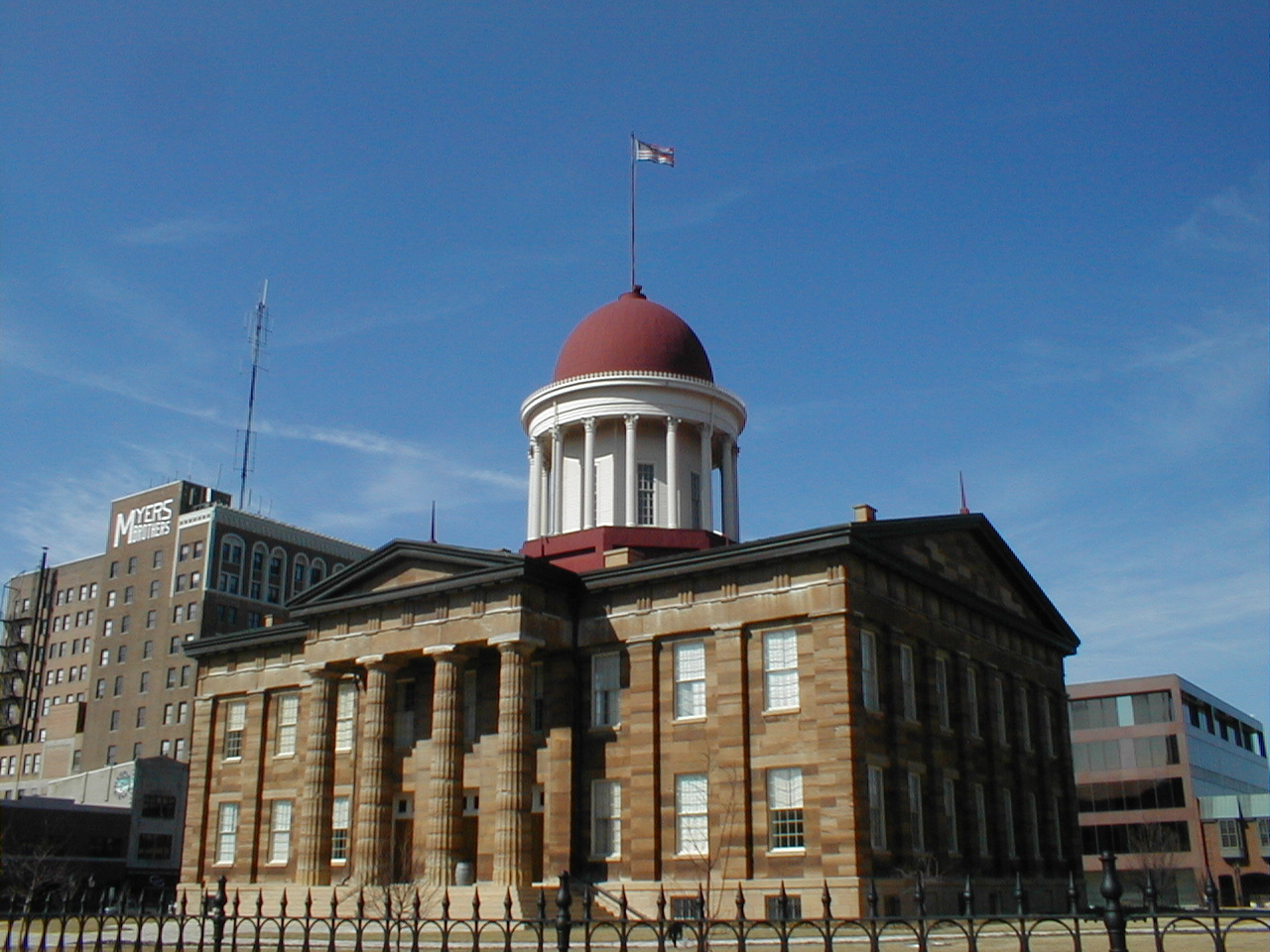
旧州議会場

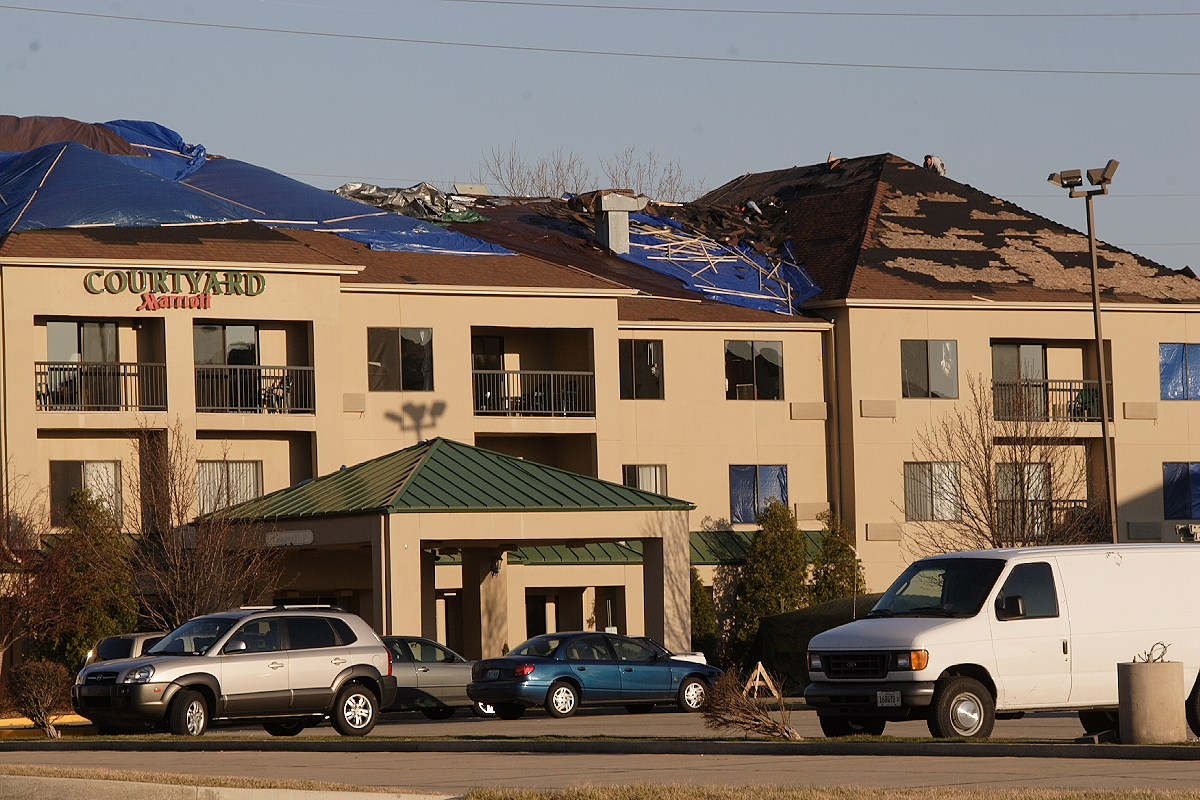
2006年の竜巻で破壊されたホテル

スプリングフィールド（Springfield）は、アメリカ合衆国イリノイ州の州都及びサンガモン郡の郡庁所在地である。人口は11万4394人（2020年）。

## 歴史
この都市は1819年に作られ、1823年に郡都となる。1837年、ヴァンダリアより遷都されてイリノイ州の州都となり、議会が1839年に初めて開かれた。

## 地理
スプリングフィールド市は北緯39度46分60秒、西経89度39分1秒 (39.783250, -89.650373)に位置している。
アメリカ合衆国統計局によると、この都市は総面積156.2 km2 (60.3 mi2) である。このうち139.9 km2 (54.0 mi2) が陸地で16.3 km2 (6.3 mi2) が水地域である。総面積の10.46%が水地域となっている。

## 人口動静
2000年国勢調査で、この都市は人口111,454人、48,621世帯、及び27,957家族が暮らしている。人口密度は796.9/km2 (2,063.9/mi2) である。384.2/km2 (995.0/mi2) の平均的な密度に53,733軒の住居が建っている。この都市の人種的構成は白人81.01%、アフリカン・アメリカン15.34%、先住民0.21%、アジア1.45%、太平洋諸島系0.03%、その他の人種0.47%、及び混血1.49%である。人口の1.20%がヒスパニックまたはラテン系である。
この郡内の住民は24.0%が18歳未満の未成年、18歳以上24歳以下が8.8%、25歳以上44歳以下が29.8%、45歳以上64歳以下が23.0%、及び65歳以上が14.4%にわたっている。中央値年齢は37歳である。女性100人ごとに対して男性は88.6人である。18歳以上の女性100人ごとに対して男性は84.6人である。
この都市の世帯ごとの平均的な収入は39,388米ドルであり、家族ごとの平均的な収入は51,298米ドルである。男性は36,864米ドルに対して女性は28,867米ドルの平均的な収入がある。この都市の一人当たりの収入 (per capita income) は23,324米ドルである。人口の11.7%及び家族の8.4%は貧困線以下である。全人口のうち18歳未満の17.3%及び65歳以上の7.7%は貧困線以下の生活を送っている。

## 交通
郊外にスプリングフィールド空港があり、シカゴのオヘア国際空港やマリオンなどとの間に定期便が就航している。
イリノイ州のほぼ真ん中に位置することから、イリノイ州内の道路交通の要所の1つとなっており、州間高速道路55号線やルート66が通っている。

## 教育
イリノイ大学のスプリングフィールド校がダウンタウンの南側に位置する。

## 姉妹都市
- 栃木県足利市